# Duma (literatura ukraińska)
Duma - gatunek epicko-liryczny o tematyce historyczno-bohaterskiej lub obyczajowej, występujący w literaturze ukraińskiej. Dumy wywodzą się z tradycji ludowej. Mają charakter recytatywny, układ wierszowy zbliżony jest do rosyjskich bylin, wykonywane są przeważnie przy wtórze bandury, liry lub kobz. Tematyka to najczęściej opis walk Kozaków z Tatarami, Turkami, Polakami i Rosjanami oraz czyny historycznych i legendarnych bohaterów. Dumy ukraińskie powstawały między XV a XVII w., np. Ucieczka trzech braci z Azowa z niewoli tureckiej. Przekazywane były w tradycji ustnej, co spowodowało, że występują one w wielu wariantach. Zapis dum przypada na wiek XIX. 